# Розмерка
Розмерка (пол. Rozmierka, нім. Rosmierka, 1936-45: Maßdorf) — село в Польщі, у гміні Стшельці-Опольські Стшелецького повіту Опольського воєводства.
Населення — 1019 осіб (2011).

## Демографія
Демографічна структура станом на 31 березня 2011 року:
|          | Загалом | Допрацездатний вік | Працездатний вік | Постпрацездатний вік |
| -------- | ------- | ------------------ | ---------------- | -------------------- |
| Чоловіки | 488     | 83                 | 348              | 57                   |
| Жінки    | 531     | 90                 | 329              | 112                  |
| Разом    | 1019    | 173                | 677              | 169                  |